# Silvio Zonzini
Silvio Zonzini (* 9. Mai 1959 in Stadt San Marino) ist ein ehemaliger san-marinesischer Radrennfahrer und Leichtathlet.

## Sportliche Laufbahn
Zonzini war im Straßenradsport aktiv. Als Amateur im Radsport war sein bestes internationales Ergebnis der 6. Platz im Einzelrennen bei den Spielen der kleinen Staaten von Europa im Radsport im Jahr 1985. Von 1988 bis 1995 war er Berufsfahrer, blieb aber ohne Erfolge. 1988 und 1989 startete er bei den Straßenradsport-Weltmeisterschaften im Profirennen. Beide Rennen beendete er nicht. Später wandte er sich dem Mountainbikesport zu.
Als Leichtathlet gewann er auf den Mittelstrecken und Langstrecken Titel in San Marino und vertrat sein Land auch international.